# فرهنگ در لائوس

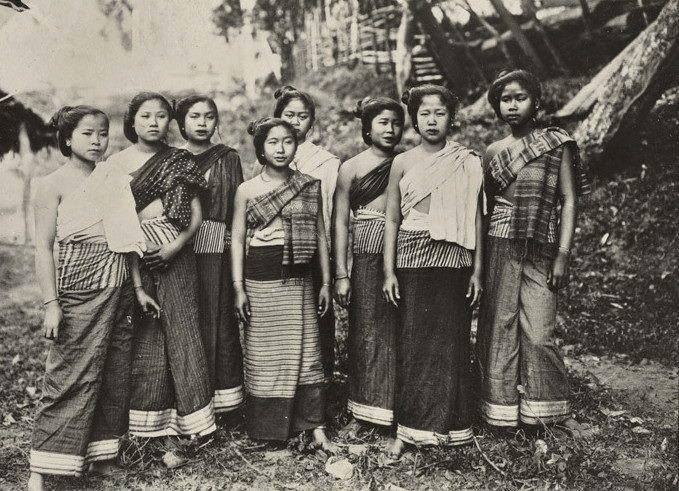
زنان لائوس در لباس سنتی لوآنگ پرابانگ

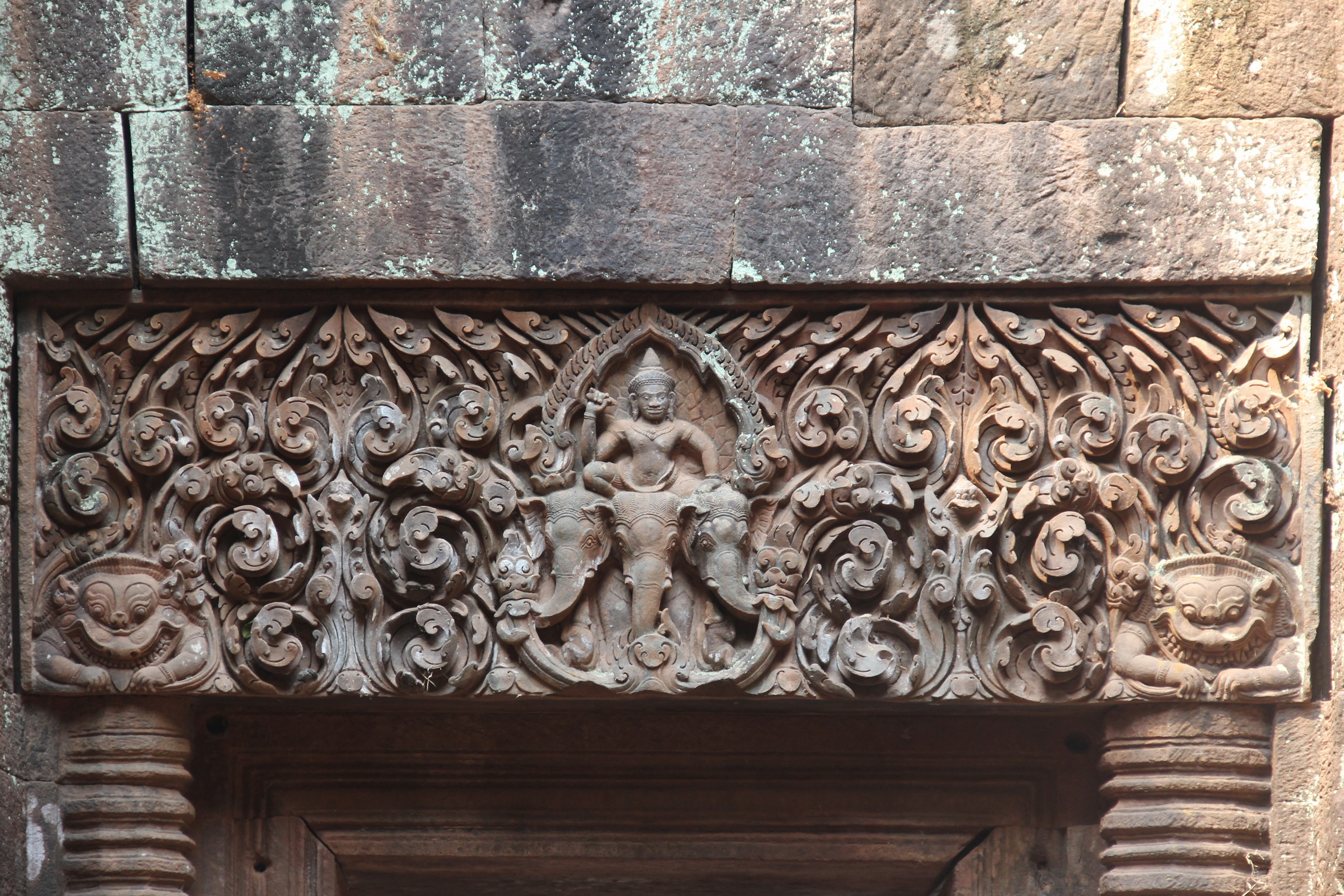
تزئین روی سنگ، چامپاساک

لائوس فرهنگ و آداب و رسوم خود را به عنوان چهارراه داخلی تجارت و مهاجرت در آسیای جنوب شرقی طی هزاره‌ها توسعه داده‌است. از سال ۲۰۱۲، لائوس جمعیتی تقریباً ۶٫۴ میلیون نفری دارد که در بیش از ۲۳۶٫۸۰۰ کیلومترمربع گسترش یافته‌است یکی از کمترین تراکم جمعیت در آسیا را به همراه دارد. با این حال، کشور لائوس دارای تعداد رسمی بیش از چهل و هفت قومیت است که به ۱۴۹ زیر گروه و ۸۰ زبان مختلف تقسیم شده‌است. لائو لاو در طول تاریخ این کشور اکثریت قومی و زبانی را تشکیل داده‌است. در جنوب شرقی آسیا، فرهنگ سنتی لائوس یکی از فرهنگ‌های هند بزرگ (به همراه برمه، تایلند و کامبوج) به حساب می‌آید.
لائوس از نظر جغرافیایی یک منطقه جدا افتاده کوهستانی است، و مرز و بوم سنتی و سیاسی را با ویتنام تشکیل می‌دهد. بخش اعظم مرزهای غربی لائوس توسط رودخانه مکونگ تشکیل شده‌است که علی‌رغم قابلیت حمل و نقل محدود در طول رودخانه، عمده‌ترین وسایل تجارت داخلی را فراهم می‌کند. امروز لائوس از فرانسه، تایلند، چین، ویتنام، برمه و کامبوج تأثیر فرهنگی دارد.

## قومیت

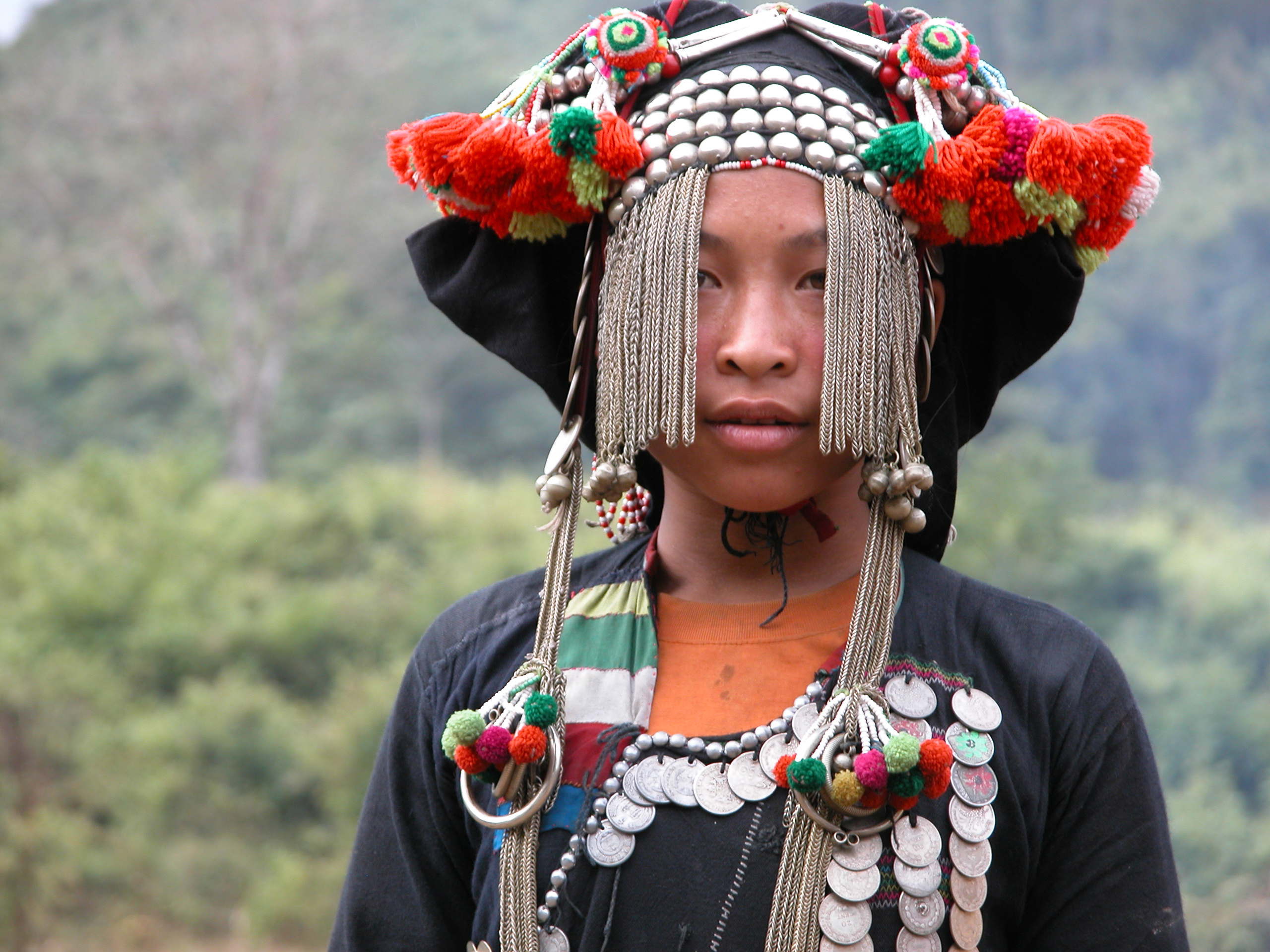
لباس سنتی زنان

۵۵ درصد از مردم آن از قوم لائو، ۱۱ درصد از قوم خمو، ۸ درصد از تیره همونگ و ۲۶ درصد بقیه از صد گروه قومی مختلف هستند

## زبان
زبان لائو زبان رسمی کشور لائوس است. این زبان در شمال تایلند نیز تکلم می‌شود. زبان لائو شاخه‌ای از زبان‌های کرا-دای و زبانی نواخت‌بر است.
بیش از ۹۰ زبان بومی متمایز وجود دارد که توسط اقوام مختلف لائوس صحبت می‌شود. زبان لائو، زبان رسمی لائوس است که در وینتیان صحبت می‌شود.

## دین

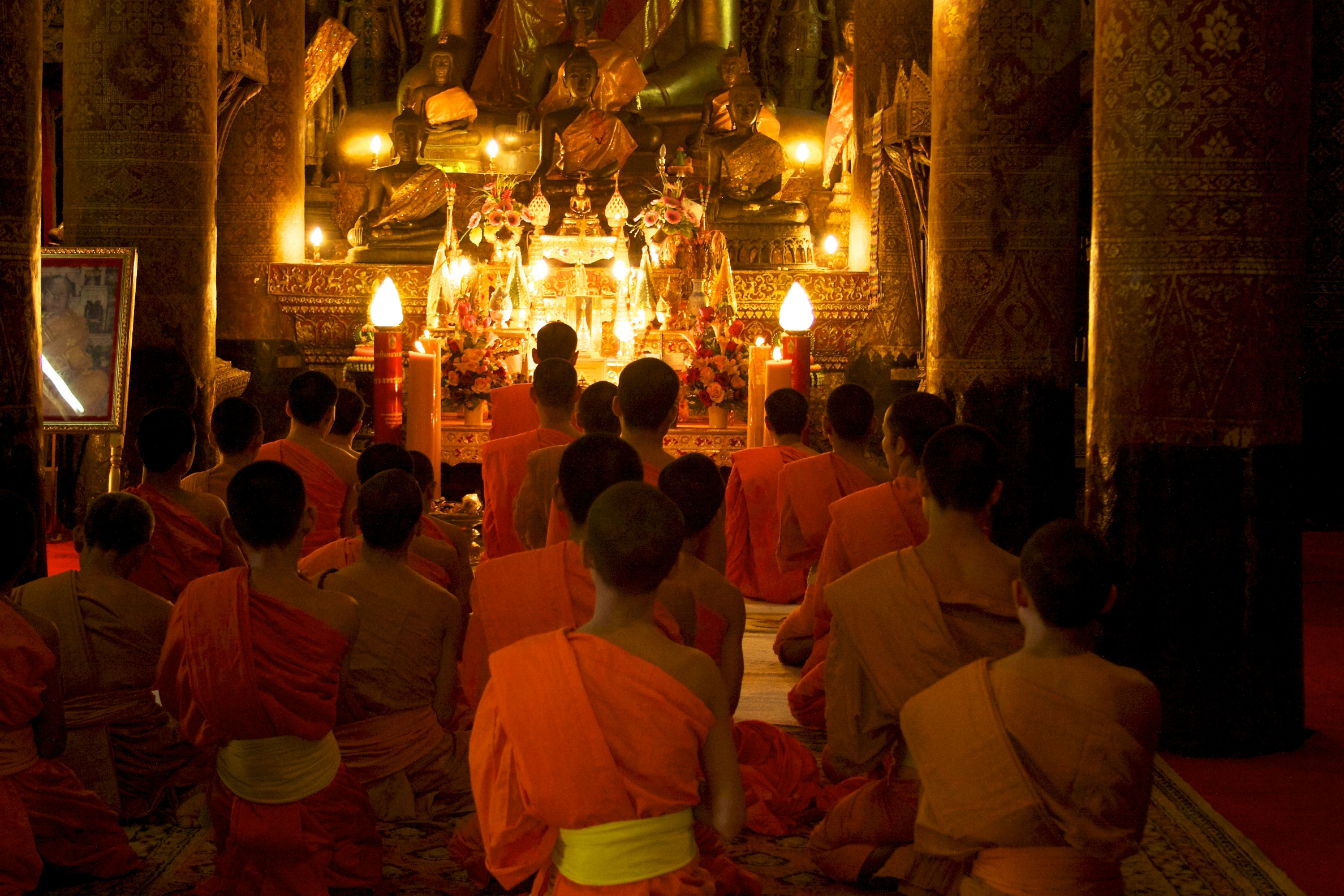
راهبان در نماز عصر

دین مردم لائوس تقریباً ۶۰٪ ترواده است. مذاهب دیگر از جمله اسلام و مسیحیت در اقلیت هستند و جمعاً کمتر از ۲٪ از جمعیت را تشکیل می‌دهند.

## ادبیات

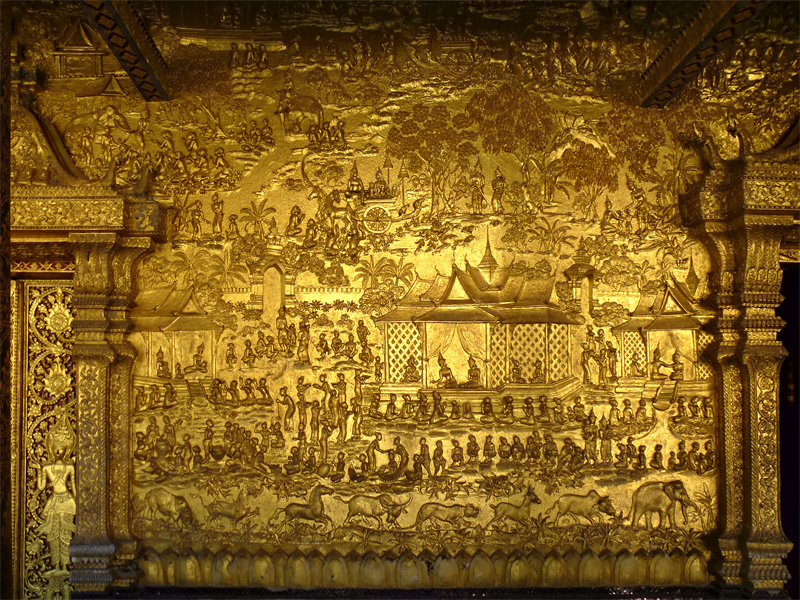
لوآنگ پرابانگ

لائوس بیشتر ادبیات سنتی خود را از قرن شانزدهم و هفدهم میلادی Lan Xang می‌گیرد. برجسته‌ترین ژانر شعر حماسی است که با وجود آب و هوای گرمسیری لائوس و تاریخ درگیری و جنگ، چندین شاهکار زنده مانده‌اند.

## هنر
لائوس از قرن هجدهم چندین جنگ مهم را تجربه کرده‌است. لائوس به عنوان کشوری با بیشترین بمب‌گذاری در جهان متمایز است. سالها انزوای اقتصادی نیز عوارض زیادی را به دنبال داشته‌است. تجارت بین‌المللی آثار باستانی نیز به دلیل فقر مداوم، بر میراث هنری لائوس تأثیر گذاشته‌است. در نتیجه بخش اعظم هنر و معماری سنتی در لائوس در سه قرن گذشته مورد تخریب قرار گرفته، فروخته شده، نابود شده یا متحمل خسارت قابل توجهی شده‌است.

## فیلم
لائوس صنعت فیلم یا رسانه ای کمی دارد. رسانه‌های تلویزیونی، فیلم، رادیو و اینترنت از کشور همسایه تایلند بسیار گسترده‌است و منشأ تنش سیاسی و فرهنگی است.

## آشپزی

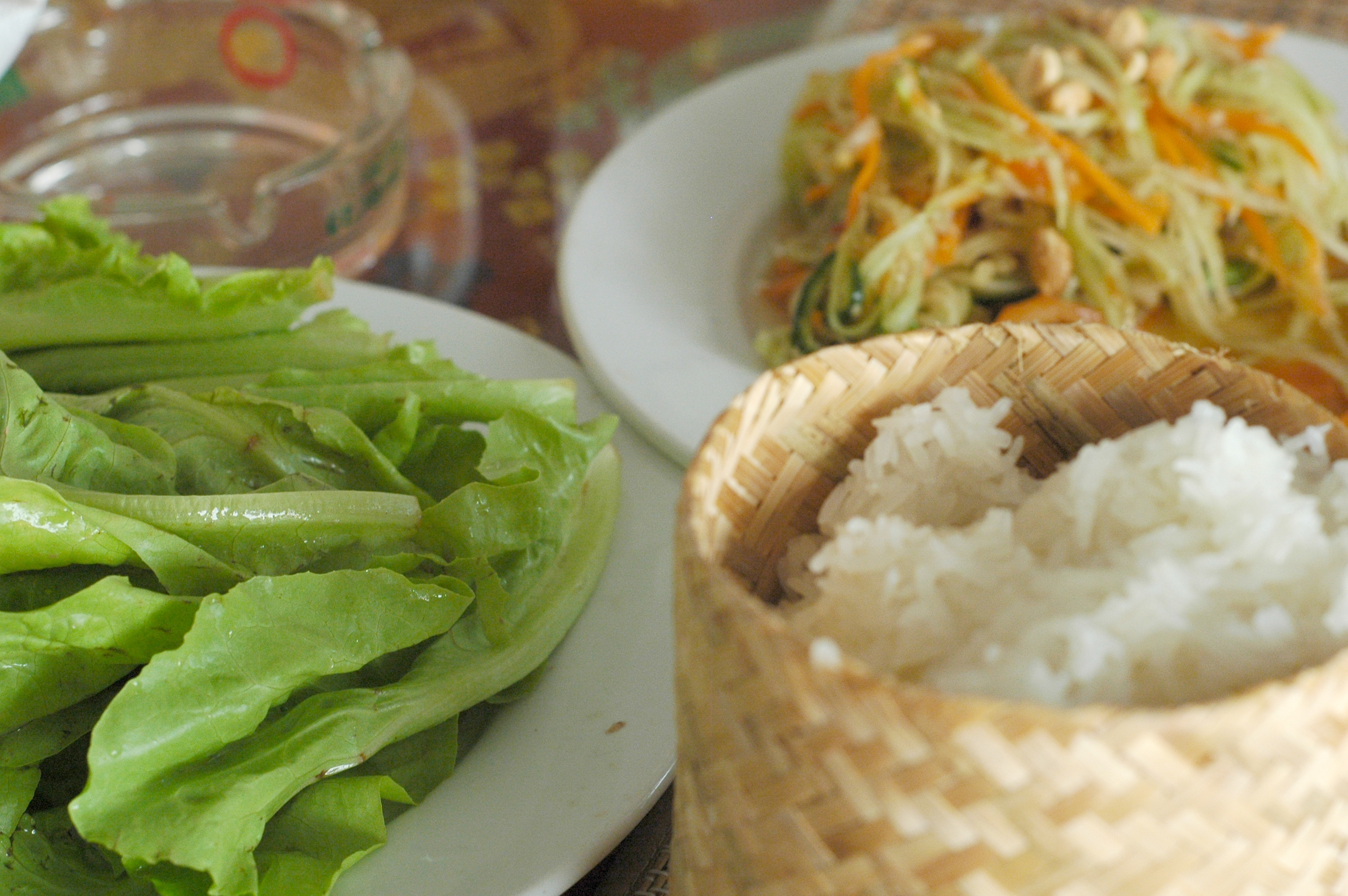
سالاد برنج و پاپایا چسبناک لائوس

غذاهای لائویی نشانگر تنوع قومی کشور و همسایگان اطراف آن است. لائوس حتی در بین غذاهای معمولی دارای تغییرات منطقه ای شدید است، به طوری که برنج چسبناک اصلی‌ترین وعده‌های غذایی است.

## ورزش‌ها
فوتبال رایج‌ترین ورزش بین‌المللی است که در لائوس با بازی در ورزشگاه ملی لائوس در وینتیان برگزار می‌شود. لیگ لائو در ۱۹۹۵ تأسیس شد و ده تیم در ان حضور دارد. فدراسیون فوتبال لائوس یک تیم ملی را در بخش آسیا فیفا اداره می‌کند.
ورزش‌های سنتی شامل هنرهای رزمی کیک بوکسینگ است که در مجموع به عنوان مووی لائو شناخته می‌شوند.